# Lindhovs gård

Lindhovs gård var ursprungligen ett gods och ett säteri med rötter tillbaka till 1600-talet beläget vid västra stranden av sjön Aspen i Botkyrka socken i Botkyrka kommun, Stockholms län. Landskapet med torp, vägar och åkerholmar är i stort sett oförändrat sedan 1800-talet. Sedan år 2011 drivs Lindhov av socialpsykiatriska enheten på socialförvaltningen i Botkyrka. Enligt Stockholms läns museum ingår Lindhov i ett större område av riksintresse.

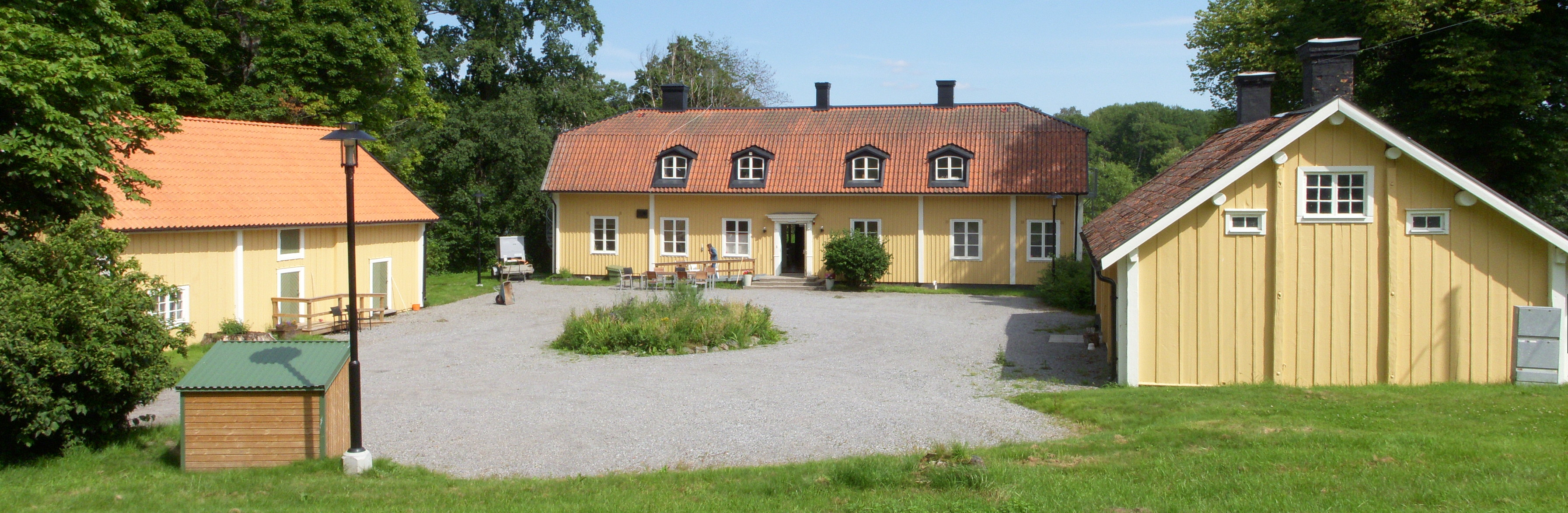
Lindhovs gård, huvudbyggnad med flyglar på sommaren 2012.

## Äldre historik
De äldsta spåren av bosättning i områdena kring Lindhovs gård härrör från brons- och äldsta järnåldern. Denna period är här rikt representerad med rösen, stensättningar, skärvstenshögar och skålgropar. Två rösen inom Lindhov ligger söder om gården nära torpen Gatmötet och Skårdal. Under yngre järnåldern samlades bosättningar främst till två platser där stora gravfält finns. Det ena ligger intill den nuvarande gården och det andra nära torpet Gatmötet.
Under tidig medeltid finns uppgifter om en by vid Lindhov, vilket är mycket tidigt i Mälardalen. Kring 1330 kallades byn för Väppla, Veppsla eller Vappsta och delar av den ägdes då av Vadstena kloster. Under 1600-talet bildades ett säteri av byns fyra gårdar. År 1631 erhöll handelsmannen Erik Larsson (adlad von der Linde) gården i förläning av drottning Kristina. Under hennes far, Gustav II Adolf, var Erik Larsson riksskattmästare. Erik Larsson von der Linde var far till Lorens von der Linde. Erik Larsson lät även uppföra von der Lindeska huset i Gamla stan. På 1670-talet ägdes samtliga fyra gårdar av landshövdingen Baltzar Gyldenhoff, som var Jacob von der Lindes svärson. Han gav gården, som nu var säteri, sitt nuvarande namn.

## Historiska kartor
| Geometrisk avmätning för Lindhov 1697 och 1745 (vänster). Lindhov och omgivning på Häradsekonomiska karta från 1901 (höger). |  | Geometrisk avmätning för Lindhov 1697 och 1745 (vänster). Lindhov och omgivning på Häradsekonomiska karta från 1901 (höger). |
| Geometrisk avmätning för Lindhov 1697 och 1745 (vänster). Lindhov och omgivning på Häradsekonomiska karta från 1901 (höger). |  | |

## Nyare historik
Efter år 1697 och under nästan 200 år var Lindhov boställe för häradshövdingen i Södertörns domsaga. Den förste landshövdingen som innehade Lindhov var Magnus Laurin (adlad Lagerström). Dennes son Magnus Lagerström var direktör vid Svenska ostindiska kompaniet. Från samma tid finns den äldsta ägokartan över Lindhov. Där var åkermarken samlad runt gården. 
Det anlades även ett väl fungerande vägnät mellan godset och torpen. Genom egendomens nordvästra del gick Göta landsväg och senare Södertäljevägen (numera motorvägen E4/E20). På en avmätningskarta från 1697 och 1745 framgår att säteriets ägor sträckte sig från Bornsjön i norr till sjön Uttran och Kvarnsjön (nuvarande Tumba) i syd.
Själva huvudbyggnaden restes möjligen på en 1600-talsgrund. Dagens utseende härrör från 1700-talet. Det rör sig om en enplansbyggnad med brutet och valmat sadeltak flankerad av två flygelbyggnader. Liksom huvudbyggnaden är de timrade och gulmålade. I gårdsmiljön ingår även äldre arbetarbostäder samt flera ekonomibyggnader.  Ännu vid sekelskiftet 1900 fanns en större trädgårdsanläggning norr om gården. År 1903 förvärvade Stockholms stad delar av gårdens markinnehav och integrerade det i Bornsjöegendomarna.
År 1972 renoverades den norra flygelbyggnaden från grunden. Under fasadernas gulmålade panelbeklädnad visade sig en falurödmålad stockstuga. Även de övriga byggnaderna reparerades då. Anläggningen ägdes av Domänverket.

### Bilder, gården

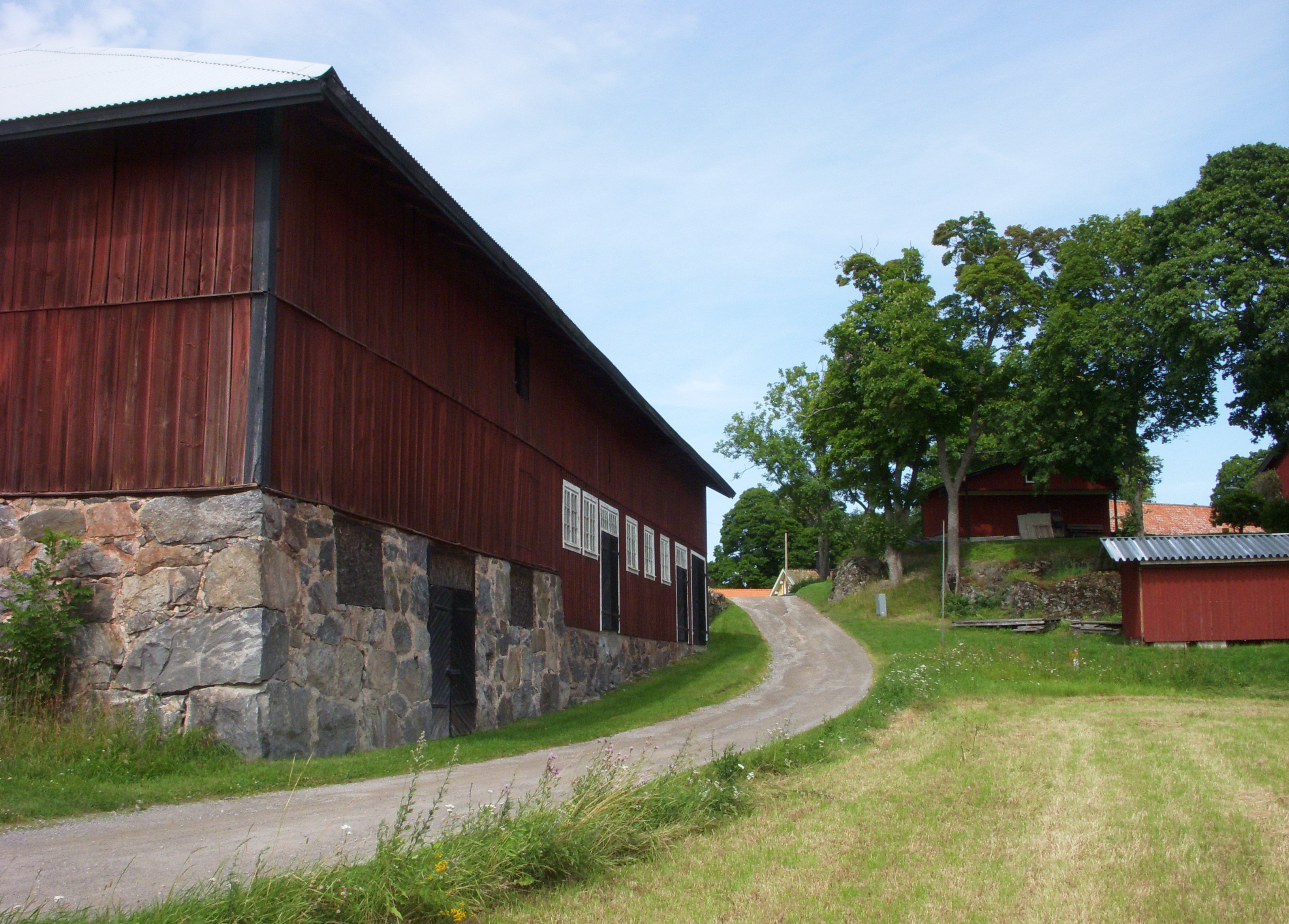
Ladugården och bruksvägen
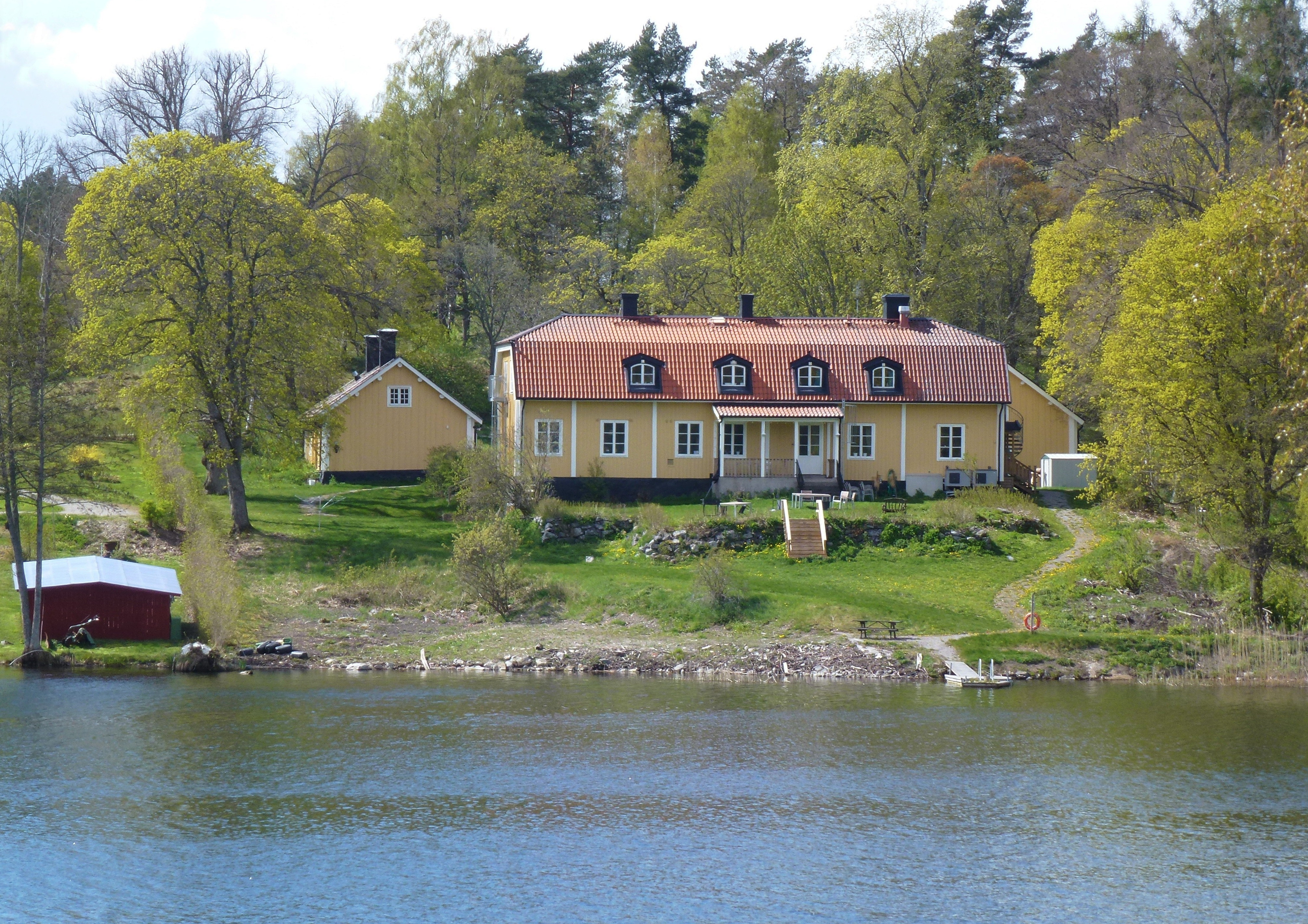
Fasad mot sjön Aspen
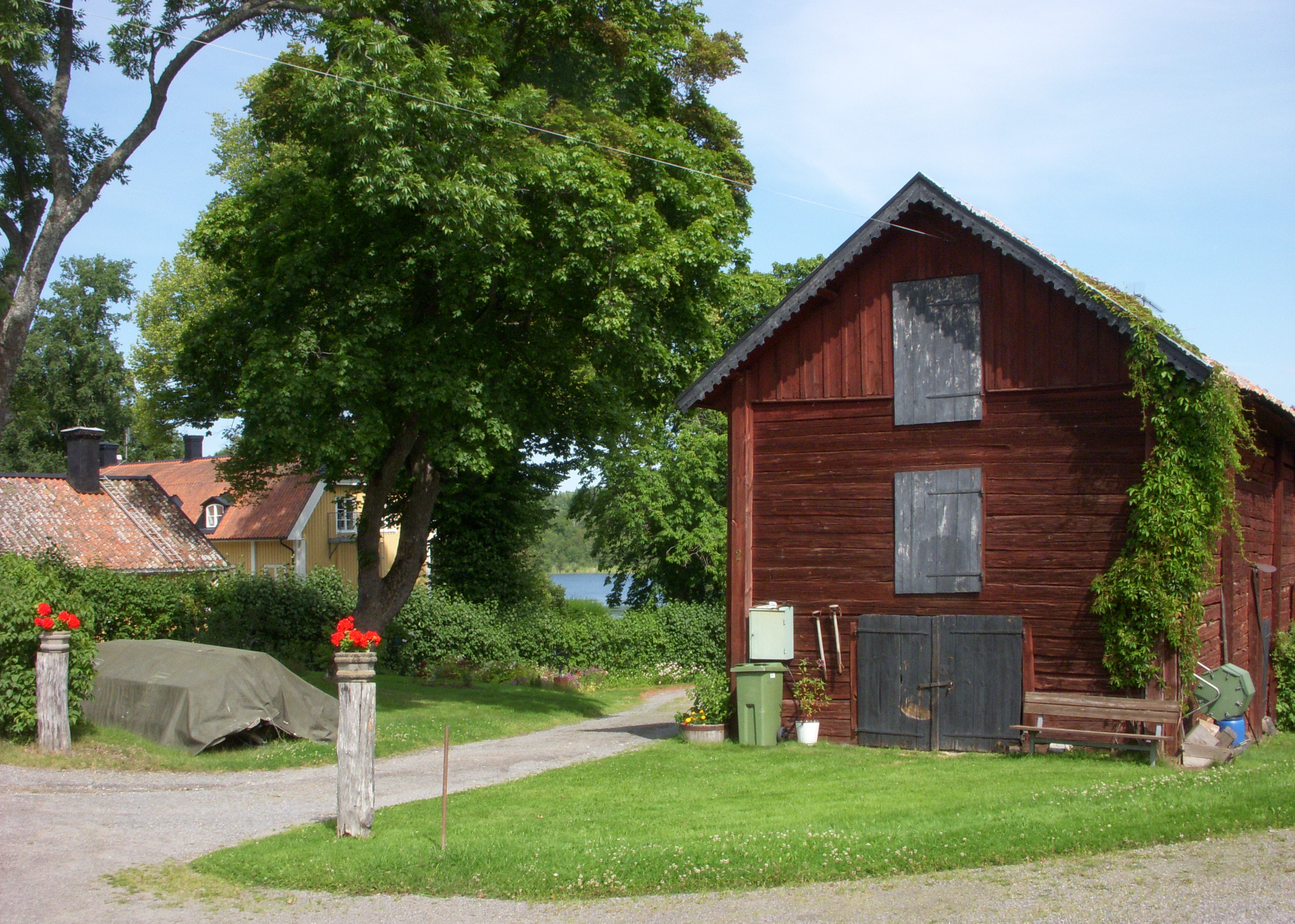
Ekonomibyggnad 2012
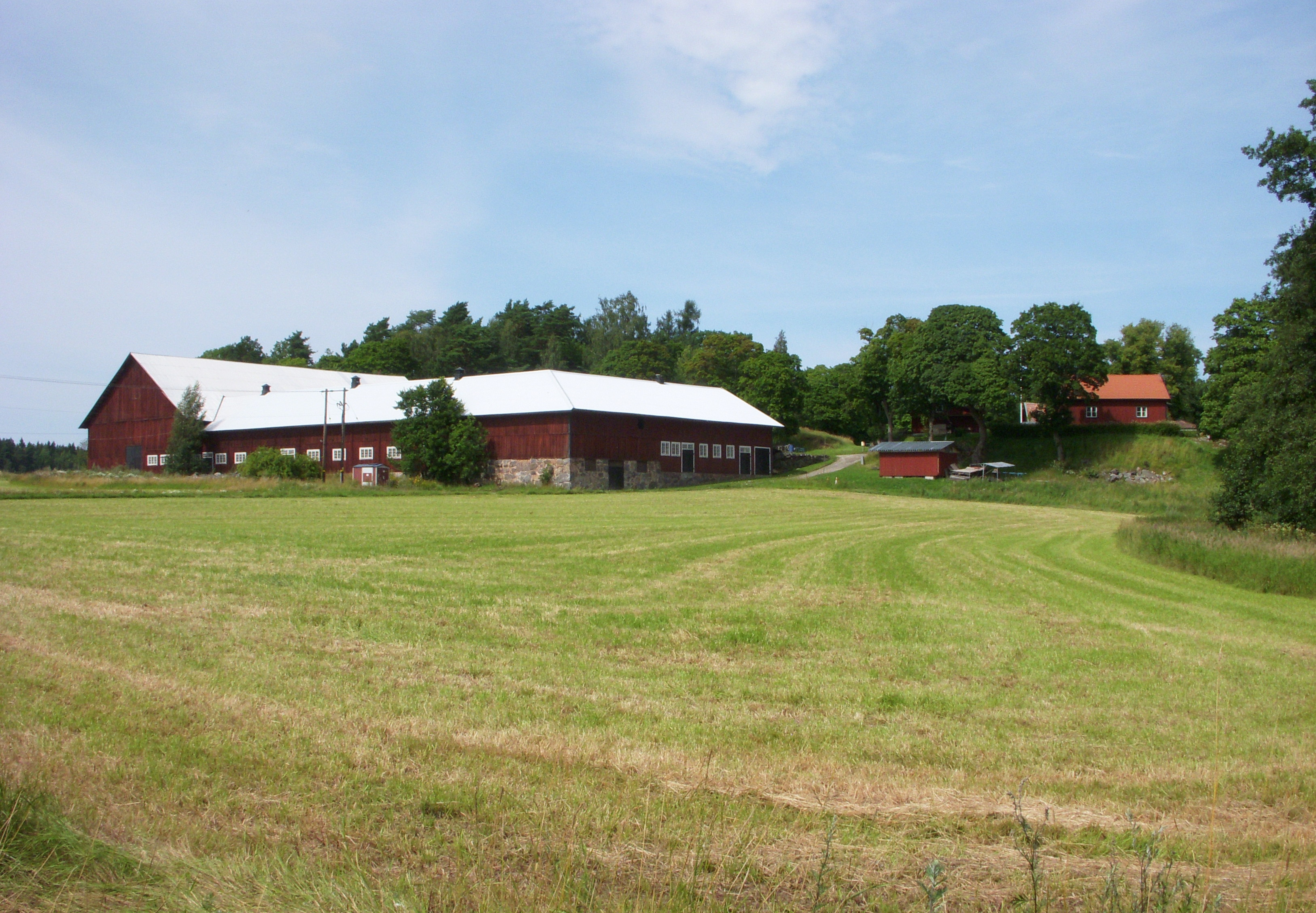
Lindhovs ladugård 2012

## Gårdens torp
Säteriet krävde ett stort antal torp (hela 10 stycken) av vilka några finns bevarade med bibehållen ålderdomlig prägel i helhet och detaljer. Till dem hör Bygget, Skårdal, Granmora, Runsten (nuvarande Mosstorp) och Gatmötet söder om gårdsbyggnaden samt Hagen och Eneby norr därom och Djupvik väst om huvudbyggnaden. Intill torpet Gatmötet fanns ett vägskäl (därav namnet). Här möttes vägarna från Söderby, Salems kommun och nuvarande Vretarna i Tumba med vägen från Lindhovs gård. Torpet Granmora är en enkelstuga, Gatmötet är en sidokammarstuga och torpen Bygget och Hagen är parstugor. Torpet Bygget har förlängts med en nutida tillbyggnad.

### Bilder, torp (urval)

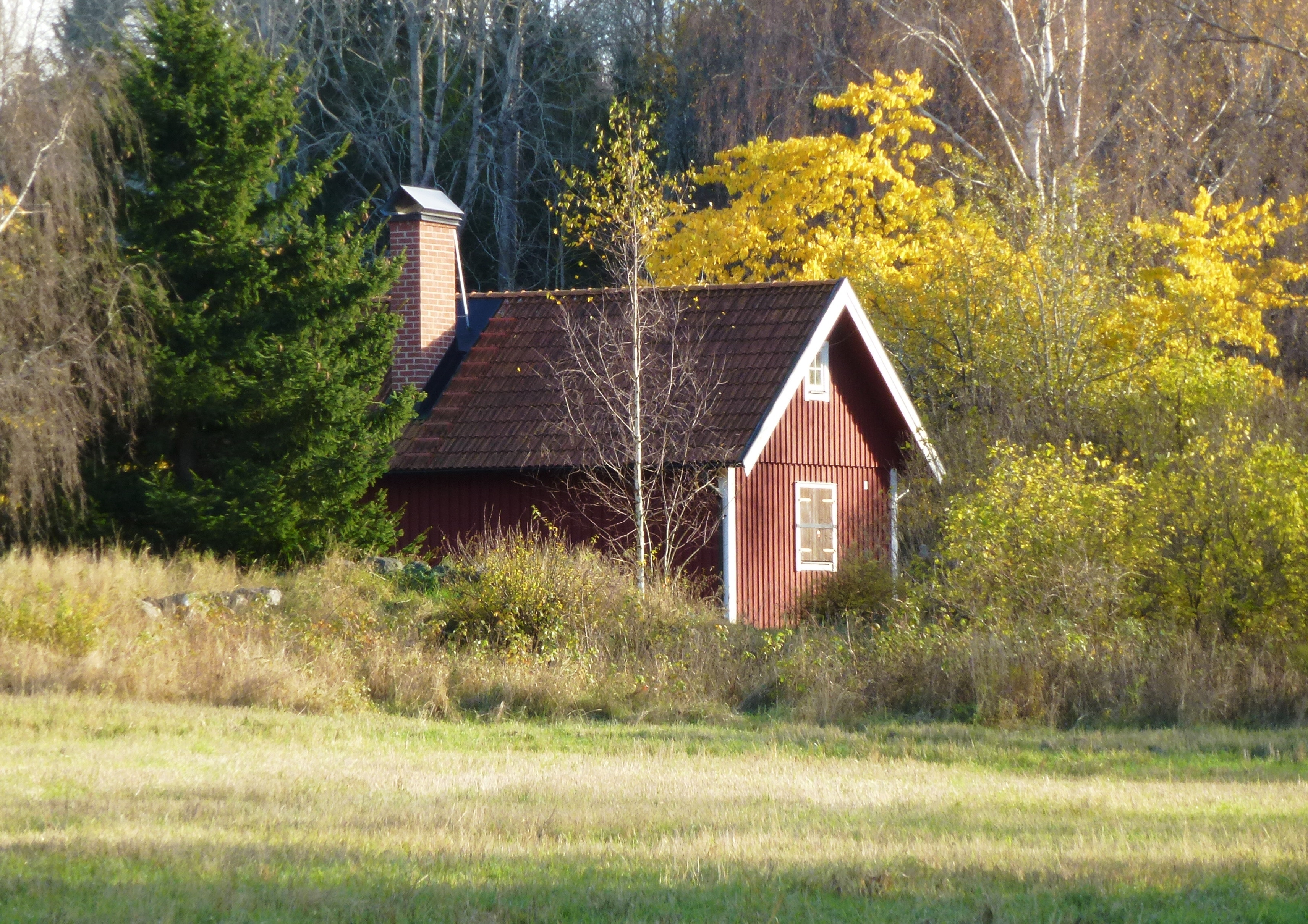
Torpet Granmora
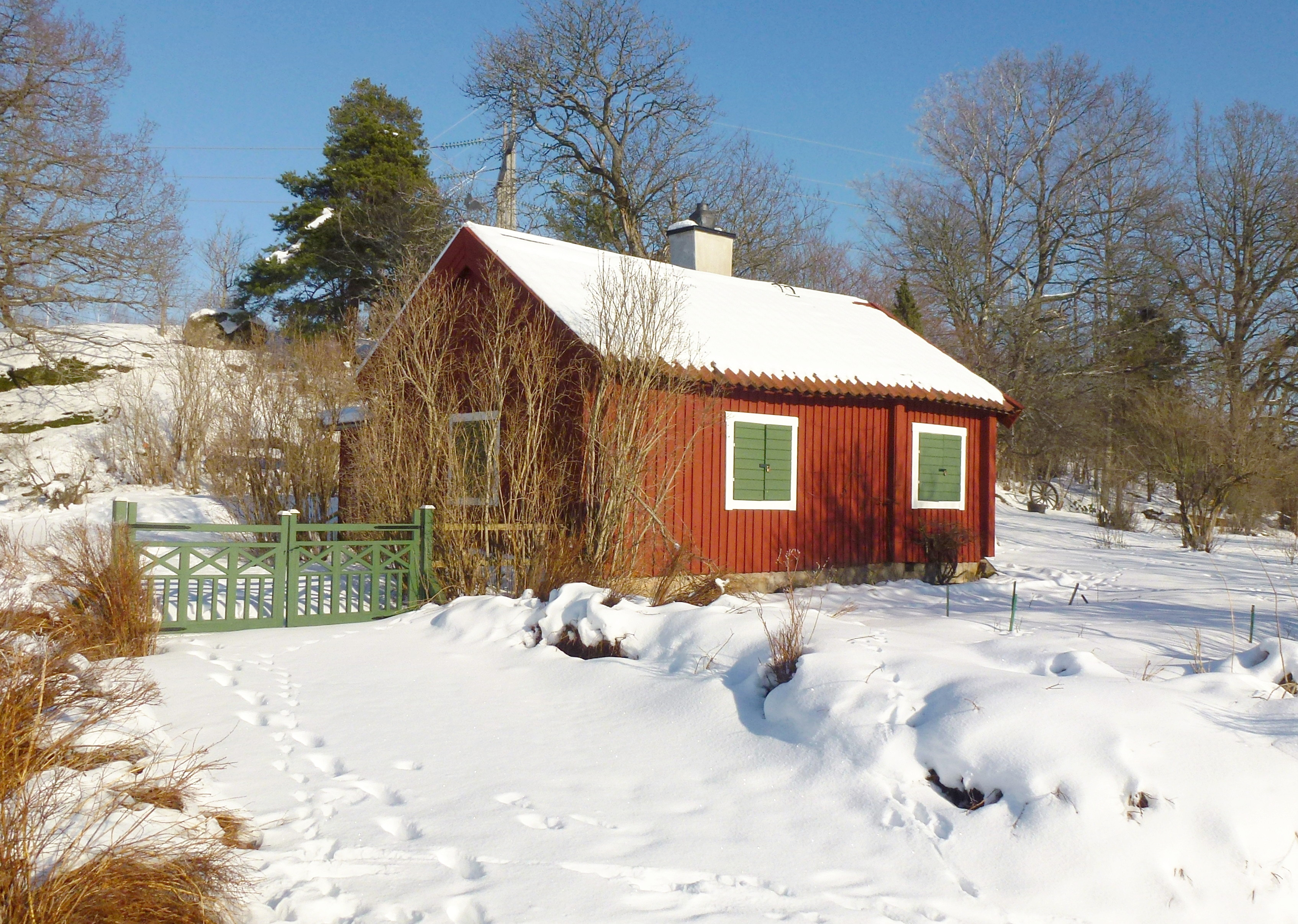
Torpet Gatmötet
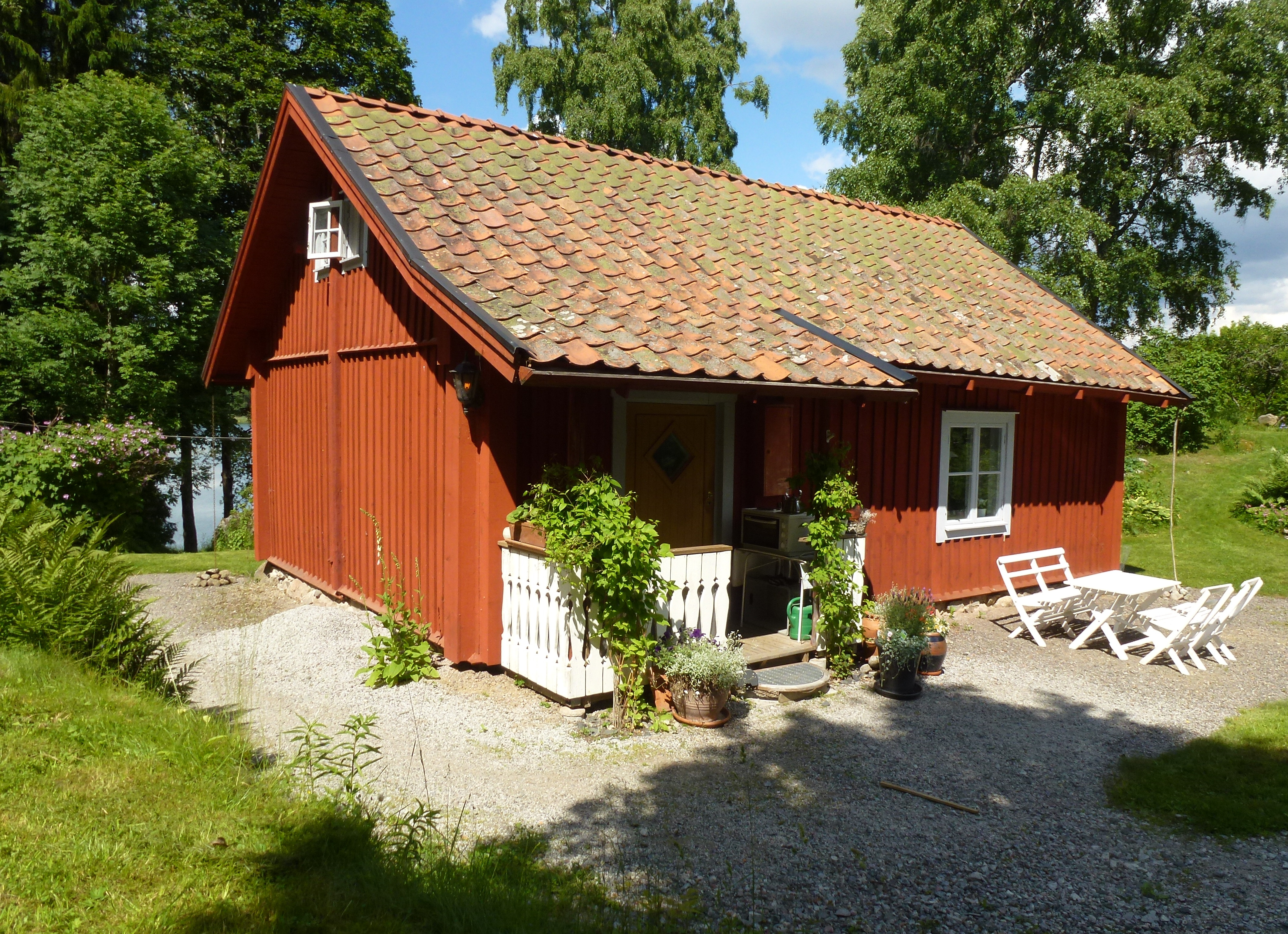
Torpet Skårdal
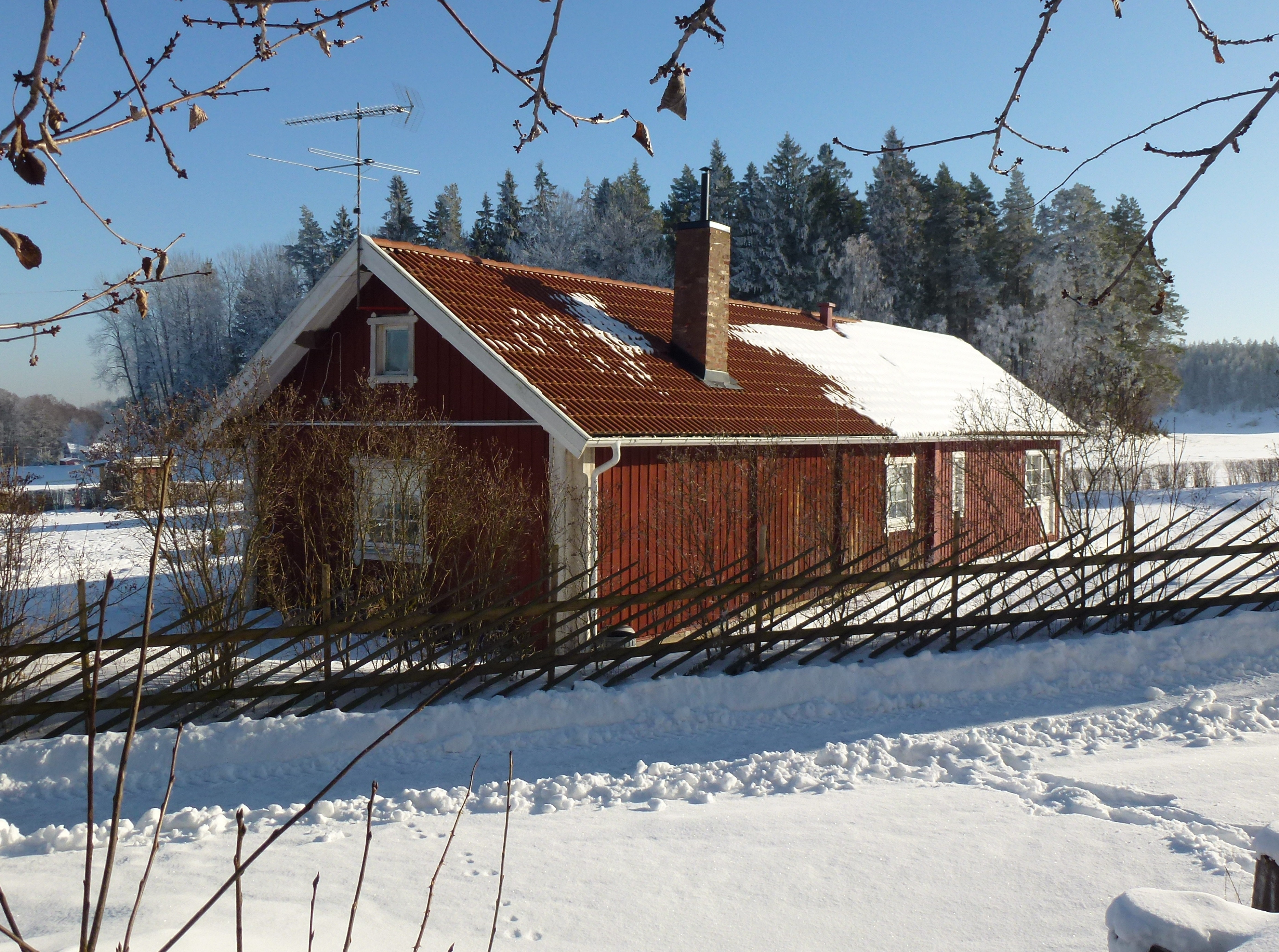
Torpet Bygget

## Gården idag
År 2007 förvärvade Botkyrka kommun Lindhovs gård för 7,5 miljoner kronor av dåvarande ägaren Vårljus AB. Anledning för köpet var att göra i ordning och använda gården som särskild boende för personer med psykiska funktionshinder. Till köpeskillingen kom ytterligare 6,7 miljoner kronor enligt kommunens kalkyl för en upprustning av gården.
Under projekteringen visade det sig att det skulle bli mycket dyrare än man från början räknade med och renoveringen avbröts. Kommunens hantering av ärendet väckte kritik, bland annat hos kommunens revisorer som tyckte: ”Det startade i tät dimma med en förstudie och en projektering avseende gruppbostad för psykiskt funktionshindrade, för att slutligen nödlanda i en skiss på ett hotellförslag. Denna turbulenta resa tog närmare ett år och kostade kommunens skattebetalare totalt 2,2 miljoner kronor.” Årsskiftet 2010/2011 återupptogs renoveringen och den 23 juni 2011 kunde gården, som inrymmer nio lägenheter för särskilt boende, tas i bruk.